# 약상자

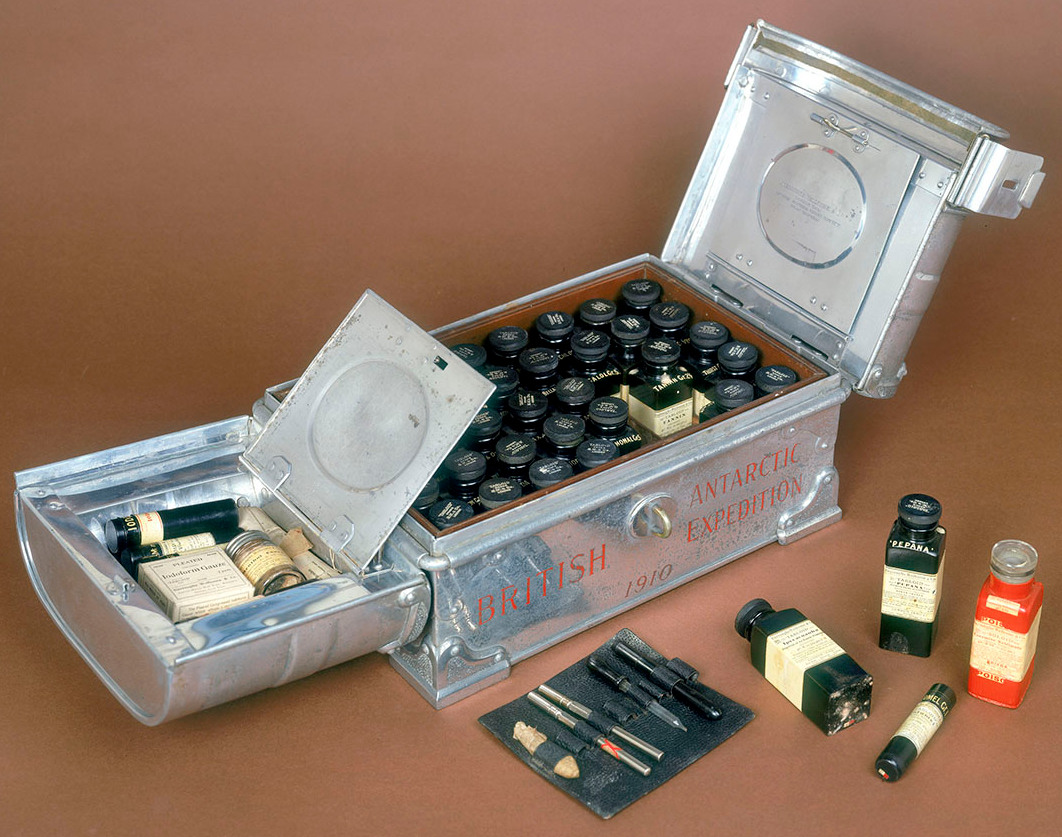

약상자(Medicine chest)는 약을 보관하는 용기 또는 캐비닛이다. 국제 해사 기구 규정의 적용을 받는 모든 선박에는 의료용품과 냉장고, 자물쇠 등 적절한 보관 장치가 있어야 한다.
캐나다에서는 약상자가 관련된 상징적 의미를 갖는다. 캐나다 정부와 여러 원주민 집단("인디언") 사이의 조약 6에 따라 정부는 각 인디언 보호구역에 약상자를 공급해야 했다. 'Thst'라는 용어는 원주민에게 의료 서비스를 제공하는 정부의 지속적인 책임으로 해석되었다.